# Old Hoopes School
Old Hoopes School je bývalá škola v Derry Township, Mifflin County v Pensylvánii. Byl postavena asi v roce 1873. Stojí na cestě z Maitlandu do Kellywille. Je cihlová, jednoposchoďová, původní střecha z šindelů byla nahrazena plechem. Uvnitř je jedna školní místnost, vybavení zůstalo zachováno. Pod budovou je malý sklep na uhlí a dřevo.
V roce 1978 byl zařazen do National Register of Historic Places.